# Eagle Medallion
El Eagle Medallion, también comercializado como Renault Medallion, es una versión norteamericana mediante ingeniería de marca y levemente rediseñada del Renault 21 francés comercializado por American Motors Corporation bajo la marca Renault para el año modelo de 1988, y por la división Chrysler de Jeep/Eagle para el año modelo de 1989.
El modelo de motor y tracción delanteros, un diseño del segmento D de cuatro puertas (o tamaño mediano en Estados Unidos) se lanzó en Norteamérica el 1 de marzo de 1987. El Medallion se importó de Francia y compartió su plataforma con el Renault 21. Apenas ocho días después de la introducción en América del Norte del Medallion, Renault inició la venta de sus acciones en American Motors a Chrysler el 9 de marzo de 1987.

## Historia
El Renault 21 se introdujo en Europa en 1987 para competir en el mercado de turismos con el VW Passat. Su diseño limpio fue obra de Giorgetto Giugiaro. Modificado para cumplir con los requisitos de seguridad y emisiones, y rebautizado como Medallion, se convirtió en una importación cautiva para el socio corporativo de Renault, American Motors Corporation (AMC). Salió a la venta el 1 de marzo de 1987 como modelo de 1988 y llenó el vacío que quedó después del Renault 18i/Sportwagon de venta lenta, y del venerable AMC Concord. Tanto el sedán 18i como el Concord se dejaron de producir después del año modelo de 1983, mientras que la versión Sportwagon del 18i se comercializó hasta 1986. Por lo tanto, desde 1984 hasta 1987, los distribuidores de AMC/Renault no ofrecieron un sedán más grande que el pequeño Alliance del segmento C. Por lo tanto, el sedán Medallion del segmento D más grande era importante para los concesionarios de American Motors y llenó un vacío en su línea de productos cuando se lanzó.
Era una versión americanizada del Renault 21, "un automóvil de gran éxito en el mercado europeo". Fue el segundo lanzamiento de una serie de tres modelos concebidos para expandir la cobertura de mercado de los concesionarios AMC/Jeep/Renault más allá de los vehículos utilitarios Jeep con tracción en las cuatro ruedas. El primer producto en ese plan había sido el Renault Alliance del segmento C lanzado para el año modelo de 1983, mientras que el tercero fue el Eagle Premier del segmento E, que se lanzó 10 meses después que el Medallion. AMC/Renault planeaba vender entre 40.000 y 45.000 unidades del Medallion al año.
Identificado como Renault Medallion en su presentación a la prensa en el invierno de 1986, salió a la venta el 1 de marzo de 1987, solo 8 días antes de que Chrysler aceptara comprar las acciones de Renault en American Motors, como un modelo de principios de 1988. El Medallion conservó su marca Renault después de la compra por parte de Chrysler, hasta el final del año modelo de 1988, a pesar de la creación por parte de Chrysler de la División Jeep/Eagle en el otoño de 1987. 
Dado que el Medallion había sido lanzado como un modelo Renault de 1988 antes de que Chrysler comprara AMC, y antes en consecuencia de que se hubiera creado la marca Eagle (la primera marca nueva de Chrysler desde 1955), Chrysler esperó hasta el comienzo del año modelo de 1989 para cambiar la marca del Medallion a Eagle, con el fin de no confundir a los compradores evitando vender el Medallion con las placas de identificación de Renault y de Eagle durante 1988.
Los coches se comercializaron como "Eagle Medallion" para el año modelo de 1989 y se vendieron a través de la división Jeep-Eagle recién formada. Como una subsidiaria distinta de Chrysler, la organización de casi 1.200 distribuidores de AMC-Jeep-Renault permanecería inicialmente independiente. Como parte de la compra, Chrysler continuaría con el programa de AMC para la distribución en EE. UU. del nuevo Renault Medallion durante cinco años, pero no vendería una cantidad específica de las importaciones francesas.

## Diseño

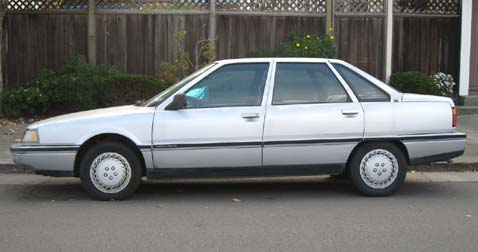
Vista lateral

El Medallion se construyó en Maubeuge utilizando la plataforma para el mercado europeo del Renault 21, siendo importado desde Francia. Fue rediseñado para los mercados de EE. UU. y Canadá y se diferenciaba del Renault 21 en numerosos detalles, como las molduras, el estilo del frontal, parachoques más fuertes y características de seguridad, así como en la disponibilidad de distintos tipos de trenes motrices. El ensamblaje final de opciones y acabados se realizaba en una instalación en el puerto de entrada a los Estados Unidos.
El vehículo de tracción delantera empleaba el motor I4 de 2.2 L que también impulsaba al Renault 25 europeo. Se montó en una configuración tradicional longitudinal (de adelante hacia atrás), impulsando las ruedas delanteras a través de una transmisión manual de 5 velocidades o de una transmisión automática de 3 velocidades controlada por una centralita electrónica. La ubicación longitudinal del motor era algo inusual para un automóvil de tracción delantera de esta época, ya que el diseño con el motor transversal suele ser más eficiente en cuanto al aprovechamiento del espacio. Sin embargo, Audi, SAAB y Subaru también utilizaron motores longitudinales con tracción delantera en esta época.
Era inusual que Renault diseñara el R21 para usar motores de menos de 2 litros montados transversalmente y motores de más de 2 litros montados longitudinalmente, que incluían todas las versiones del Medallion. Renault lo hizo por dos razones: 1) Los motores más grandes y potentes requerían cajas de cambios más robustas que no se podían encajar en el conjunto del transeje común a los trenes motrices transversales, y 2) El diseño longitudinal del motor/transmisión permitía a Renault usar semiejes de igual longitud desde una caja de cambios montada en el centro hacia el motor, lo que reducía el momento de torsión que de otro modo habría sido provocado por el aumento de potencia generado por los motores más grandes. Las versiones con motor longitudinal de los R21 y Medallion tenían distancias entre ejes ligeramente más cortas que las versiones con motor transversal del R21. Los planes de productos también requerían la importación de un Medallion con tracción en las cuatro ruedas a finales de 1988.
Todos los Medallion venían con un motor de aluminio I4 de 132 plg³ (2,2 L) y árbol de levas superior, con inyección de combustible Bendix multipunto. El motor rendía 103 HP (77 kW; 104 CV) a 5000 rpm y 124 pies·libra fuerza (168,1 N·m) a 2500 rpm, logrando las siguientes clasificaciones de economía de combustible según la Agencia de Protección Ambiental de Estados Unidos (EPA):
42 mpgAm (5,6 L/100 km) en carretera, 27 mpgAm (8,7 L/100 km) en ciudad, 33 mpgAm (7,1 L/100 km) combinado, con transmisión manual, y
33 mpgAm (7,1 L/100 km) en carretera, 22 mpgAm (10,7 L/100 km) en ciudad, combinado 26 mpgAm (9 L/100 km), con transmisión automática.
El Medallion presentaba suspensión independiente en las cuatro ruedas con un sistema MacPherson en la parte delantera con compensación negativa para mayor estabilidad y brazos oscilantes inferiores inclinados para un efecto anti-hundimiento, mientras que la suspensión trasera estaba controlada por un travesaño de sección en V con cuatro barras de torsión transversales y amortiguadores inclinados.
Cuando se mostraron los modelos europeos originales del Renault 21 para 1986, presentaban un diseño diferente en comparación con los coches contemporáneos, que contaban con diseños tradicionales más rectilíneos. El nuevo diseño del Renault 21 se parecía más al aspecto aerodinámico de los modelos Audi 100 que se introdujeron en 1983. El Medallion se describió como un coche de "aspecto nítido en estilo de cuña/aerodinámico contemporáneo". La versión familiar fue juzgada por un periodista automovilístico como "posiblemente el familiar compacto más elegante del mercado".
El interior del Medallion era espacioso en comparación con otros coches similares en el segmento compacto, con el que lo comparó AMC. El índice de volumen total del sedán se calificó en 115 pies cúbicos (3256 L). Esto colocó al Medallion en la clase de automóviles medianos según los segmentos de mercado de la EPA (aquellos entre 110 y 120 ft³ (3115 y 3398 L) de espacio para pasajeros y equipaje). El sedán también se destacó por su maletero de acceso bastante cómodo.
El familiar tenía un diseño típicamente francés en el sentido de que estaba construido sobre un distancia entre ejes más larga que el sedán. Disponía de 100 ft³ (2832 L) para el área de pasajeros y de 42 ft³ (1189 L) para volumen de carga detrás de la segunda fila de asientos. Tenía capacidad para "cinco adultos con verdadera comodidad, y podía acomodar a dos niños adicionalmente" con el asiento de banco opcional para el área de carga. Este era un asiento dispuesto en una tercera fila mirando hacia adelante, como en el Oldsmobile Vista Cruiser y en el Ford Freestyle.

## Modelos por año

### 1988
Los sedanes Medallion se ofrecieron para el año modelo de 1988 en el nivel base DL y en el nivel superior LX, así como un familiar también en el nivel DL. El equipo estándar en todos los Medallion incluía un tacómetro, reloj digital, radio estéreo AM/FM, vidrios polarizados, volante inclinable, dirección asistida y servofreno, así como un ajustador de altura del asiento del conductor para los asientos delanteros reclinables. El familiar también incluía un compartimiento de almacenamiento con cerradura, así como un portaequipajes ajustable y un limpiaparabrisas trasero. El actor George C. Scott era el portavoz de los productos Renault en ese momento y destacó en los anuncios del Renault Medallion de 1988, promocionando su nuevo tamaño más grande y potencia competitiva, espacio interior y cobertura de garantía.
El estilo exterior mostró muchas características inusuales, incluidos los arcos de las ruedas traseras ligeramente bordeados, las manijas de las puertas cromadas fijas con actuadores ocultos de presión y una tapa del maletero que envolvía la parte superior de los guardabarros traseros. En la parte delantera, el Medallion presentaba faros frontales compuestos montados al ras, por primera vez en un vehículo AMC, situados a cada lado de una parrilla al ras con 3 barras negras horizontales y un logotipo del diamante de Renault prominente. Los sedanes Medallion DL ofrecían un patrón de lentes de luces traseras diferente al de los sedanes LX de nivel superior, con lentes reflectoras transparentes ahumadas que continuaban hacia adentro desde las luces de marcha atrás y rodeaban la parte superior de la depresión de la placa de matrícula trasera montada en la tapa del maletero. En cambio, los sedanes LX tenían lentes rojos en esta zona. Una opción de techo corredizo eléctrico en los modelos LX estuvo disponible más adelante en año del modelo de 1988. Los familiares Medallion tenían una distancia entre ejes 5,9 pulgadas (150 mm) más larga y las puertas traseras eran mucho más largas que las del sedán, para mejorar la entrada y salida opcional a la tercera fila de asientos. Si bien algo inusual para su clase en el mercado norteamericano, la distancia entre ejes excepcionalmente más larga del familiar (más de 2 plg (51 mm) más larga que la del Eagle Premier, mucho más grande) estaba en consonancia con la tradición de los familiares franceses para maximizar el espacio interior disponible para pasajeros o carga. Este diseño también se usó en vehículos de la competencia, como los Peugeot 504 y 505.
El nuevo familiar Renault Medallion fue reseñado por la revista Kiplinger's Personal Finance como "sorprendentemente cómodo, con un montón de características estándar por su precio base relativamente modesto de 10.693 dólares". El "potente motor le permite atravesar el tráfico de la ciudad con facilidad" y su interior era "espartano", pero "espacioso y cómodo".
Una revisión de una semana de un Medallion de 1988 equipado con transmisión automática por The Milwaukee Sentinel lo describió como una "alternativa atractiva para aquellos que buscan un sedán compacto de cuatro puertas" que ofrece un rendimiento "vivo" con un motor que "ronroneaba contento a velocidades de autopista" mientras ofrecía un andar suave tanto en la ciudad como en la autopista, lo que devolvía una economía de combustible de 23 mpgAm (10,2 L/100 km) combinada real, pero el peso del sedán (de tan solo 2420 lb (1098 kg)) fue criticado por ser demasiado ligero en carreteras abiertas con viento, y el aislamiento para reducir el ruido de la carretera parecía inadecuado. La eficiencia de combustible estimada por la EPA para el familiar fue de 21 mpgAm (11,2 L/100 km) en ciudad, 30 mpgAm (7,8 L/100 km) en carretera y 24 mpgAm (9,8 L/100 km) combinado.
Una prueba a largo plazo realizada por "Popular Mechanics" encontró que el Medallion "bajo en alardes, alto en comodidad", especialmente en viajes de larga distancia y en las carreteras más accidentadas de la ciudad de Nueva York, y los editores llegaron a considerarlo como un "coche muy bonito". Otras guías automotrices recomendaron el Medallion por su conducción cómoda y espacio interior, además de resumir que Chrysler no "tiene un modelo doméstico en esta categoría que sea tan agradable".
American Motors ofreció un programa de garantía opcional especial exclusivamente en el Medallion para el año del modelo de 1988, llamado Ultra Plan, que incluía servicios de mantenimiento programado. Después de la compra de American Motors por parte de Chrysler, esta última compañía asumió la responsabilidad de comercializar el Renault Medallion de 1988 y apoyó su financiamiento a través de Chrysler Credit Corporation hasta el final del año del modelo de 1988.

### 1989
Para 1989, Chrysler se concentró en la tecnología avanzada incorporada en los modelos Eagle. Los Medallion de 1989 también estaban cubiertos por el nuevo "Plan de protección 7/70" de Chrysler, que era una garantía integral para todo el vehículo durante siete años o 70 000 millas (112 653,8 km). La parte trasera de los Medallion de 1989 ahora presentaba una insignia de "importado por Eagle" y los términos de la compra de AMC incluían las venta continuada de automóviles fabricados por Renault en los EE. UU. Sin embargo, Chrysler decidió dejar de importar los Medallion de Renault al final del año modelo de 1989. Esto también puso fin al renacimiento potencial de una familiar Eagle con tracción en las cuatro ruedas.

## Mercadotecnia
Si bien las críticas inicialmente fueron favorables, el Medallion tuvo un mal lanzamiento en el mercado norteamericano debido a los limitados recursos de publicidad de AMC. Hubo rumores de la industria sobre problemas en AMC y la adquisición de la compañía por parte de Chrysler eclipsó la introducción del Medallion. La revista Kiplinger's Personal Finance planteó la cuestión del compromiso y el servicio continuos para el Medallion después de la compra de AMC por parte de Chrysler, y señaló que una esperada carta de intenciones entre Chrysler y Renault iba a indicar que Chrysler "respaldaría el vehículo por un mínimo de cinco años."
El Madallion fue una entrada sólida en un segmento de mercado altamente competitivo. Las ventas totales en EE. UU. fueron de 25.672 unidades repartidas en tres años. Sin embargo, esta situación reflejó los numerosos problemas con la línea Medallion lanzada justo antes de que Renault saliera del mercado estadounidense y Chrysler quisiera continuar solo con los modelos Jeep. Se clasificó como "un coche muy bueno: ganó numerosos elogios y disfrutó de una carrera de 9 años fuera de los Estados Unidos". Aunque "en realidad era un automóvil muy agradable de conducir", Chrysler descontinuó el Medallion poco después de comprar AMC.
El nombre Eagle proviene de la innovadora línea AMC Eagle de tracción total, pero el Medallion era un automóvil de pasajeros estándar y sus ventas también se vieron obstaculizadas por errores de mercadotecnia. Chrysler también planeó eliminar gradualmente el sedán Medallion en favor de un familiar con tracción en las cuatro ruedas para 1990. Sin embargo, la división Eagle en los EE. UU. no tuvo un modelo familiar con tracción en las cuatro ruedas hasta el lanzamiento del Eagle Summit en 1992. En Canadá, un familiar con tracción en las cuatro ruedas estuvo disponible como Eagle Vista desde 1989 hasta 1991.
Robert Lutz, el jefe de Chrysler Corporation en ese momento, dijo en su libro de 2003 Guts que el Medallion y su compañero de línea más grande, el Premier, eran "a prueba de ventas" en el sentido de que no importaba cuán atractivos y competitivos fueran los coches, pero los clientes simplemente no se darían cuenta de ello en un número lo suficientemente grande como para asegurar el éxito. En realidad, la compañía estaba prestando más atención a la "tendencia a la importación", y en lugar de trabajar con una Renault independiente, Chrysler convirtió los modelos Eagle en automóviles reetiquetados adquiridos a su socio japonés desde 1971, Mitsubishi Motors. En ese momento, Chrysler estaba invirtiendo en la empresa conjunta de fabricación Diamond-Star Motors y construyendo una nueva planta en Normal (Illinois), con una capacidad anual de casi un cuarto de millón de vehículos. En 1986, Honda presentó su marca de lujo Acura introduciendo el Acura Legend y el Honda Integra, compitiendo así aún más en un segmento de mercado saturado.
El Eagle Summit más pequeño fabricado por Mitsubishi también fue comercializado por los concesionarios Jeep-Eagle, principalmente para que los propietarios de Alliance y Encore los intercambiaran, pero con el Medallion "se quedaron atrapados durante un par de años debido a problemas legales con Renault".
El Medallion importado también compitió con los numerosos modelos domésticos de Dodge, Plymouth y Chrysler. Esto también pudo haber contribuido a la falta de entusiasmo dentro de la empresa para comercializar correctamente el Medallion, así como el Premier más grande. Si bien el Summit de primera generación y el Premier mucho más grande fueron reemplazados, la línea Medallion no tuvo sucesor en el mercado estadounidense, a pesar de la aparición periódica de varios prototipos medianos del segmento D como el Optima y el Jazz. En Canadá, el Medallion fue reemplazado por el Eagle 2000GTX, basado en el Mitsubishi Galant.